# Gal Glivar
Gal Glivar, slovenski kolesar, * 1. maj 2002, Novo mesto.
Glivar je slovenski profesionalni kolesar, ki od leta 2025 tekmuje za UCI WorldTeam ekipo Alpecin–Fenix, pred tem je tekmoval za ekipe Adria Mobil, UAE Team Emirates in UAE Team Emirates Gen Z. Leta 2024 je zmagal na dirkah Giro del Belvedere in Po Šarjahu ter osvojil drugo mesto na državnem prvenstvu Slovenije v cestni dirki.
Njegov oče Srečko Glivar je nekdanji kolesar in športni direktor ekipe Adria Mobil.

## Pomembnejša tekmovanja

### Velike enotedenske dirke
| Od   | Dirka               | 2021 | 2022 | 2023 | 2024 | 2025 |
| ---- | ------------------- | ---- | ---- | ---- | ---- | ---- |
| 1966 | Tirreno–Adriatico   | —    | —    | —    | —    | 74   |
| 1911 | Dirka po Kataloniji | —    | —    | —    | —    | DNF  |
| 1947 | Auvergne−Rona−Alpe  | —    | —    | —    | —    | —    |
| 1933 | Dirka po Švici      | —    | —    | —    | —    | 70   |

### Enodnevne dirke
| Od   | Spomeniki            | 2021 | 2022 | 2023 | 2024 | 2025 |
| ---- | -------------------- | ---- | ---- | ---- | ---- | ---- |
| 1892 | Liège–Bastogne–Liège | —    | —    | —    | —    | 126  |
| Od   | Klasike              | 2021 | 2022 | 2023 | 2024 | 2025 |
| 2007 | Strade Bianche       | —    | —    | —    | —    | DNF  |
| 1876 | Milano–Torino        | —    | —    | —    | 71   | —    |
| 1961 | Brabantska puščica   | —    | —    | —    | —    | 40   |
| 1966 | Amstel Gold Race     | —    | —    | —    | —    | 76   |
| 1936 | Valonska puščica     | —    | —    | —    | —    | 30   |
| 1962 | Eschborn–Frankfurt   | —    | —    | —    | —    | 85   |

### Domača dirka
| Od   | Dirka              | 2021 | 2022 | 2023 | 2024 | 2025 |
| ---- | ------------------ | ---- | ---- | ---- | ---- | ---- |
| 1993 | Dirka po Sloveniji | 39   | 36   | 42   | —    | —    |

### Reprezentanca
| Od   | Državno prvenstvo | Državno prvenstvo | 2021 | 2022 | 2023 | 2024 | 2025 |
| ---- | ----------------- | ----------------- | ---- | ---- | ---- | ---- | ---- |
| 1991 |                   | Cestna dirka      | DNF  | 26   | DNF  | 2    | DNF  |
| 1991 | Kronometer        | 8                 | 7    | 7    | —    | —    |      |